# Selecció de futbol de Kosovo
La selecció de futbol de Kosovo (albanès Kombëtarja kosovare e futbollit, serbi Фудбалска репрезентација Косова/ Fudbalska reprezentacija Kosova) és l'equip de futbol representatiu de Kosovo en partits de futbol masculí internacionals. Està dirigit per la Federació de Futbol de Kosovo, el cos governamental del futbol al país balcànic. És membre de la UEFA des del 3 de maig de 2016, i membre de la FIFA des del 13 de maig del mateix any. El seu entrenador és Albert Bunjaki, a càrrec de l'equip des del maig de 2009.

## Història

### El camí cap a l'oficialitat
L'equip nacional de Kosovo es va formar després de la desintegració de Iugoslàvia, disputant diversos partits amistosos. La majoria d'aquests enfrontaments eren contra equips professionals, tot i que també es van enfrontar amb seleccions d'altres països. El 6 de maig de 2008, Kosovo va sol·licitar ser membre de la FIFA. Aquesta petició es va discutir en un congrés del màxim òrgan futbolístic mundial a Zúric, l'octubre del mateix any, però Kosovo va ser rebutjat, declarant-se, addicionalment, que l'equip no podia disputar partits amistosos, ja que no complia amb l'article 10 dels estatus de la FIFA, que deia que només "un estat independent reconegut per la comunitat internacional" podia ser admès a la FIFA. La pròpia organització internacional va revertir la seva decisió el 22 de maig de 2012, exposant que Kosovo podia disputar partits amistosos internacionals, en compliment de l'article 79 dels seus estatuts.
El setembre de 2012, l'internacional albanès Lorik Cana, juntament amb els internacionals suïssos Xherdan Shaqiri, Granit Xhaka i Valon Behrami (tots ells d'ascendència albanokosovar) van escriure una declaració dirigida al president de la FIFA, Sepp Blatter, demanant-li que permetés a la selecció kosovar disputar partits amistosos. Aquesta missiva també portava la signatura d'uns altres set jugadors albanesos procedents de Kosovo: Armend Dallku, Mërgim Mavraj, Samir Ujkani, Alban Meha, Burim Kukeli, Etrit Berisha i Ahmed Januzi. En una reunió celebrada el maig de 2012, la FIFA va decidir permetre la realització de partits amistosos, decisió que es va revertir posteriorment a causa de les protestes elevades per l'Associació de Futbol de Sèrbia. L'afer kosovar va resorgir en una reunió de la FIFA celebrada entre el 27 i el 28 de setembre, tot i que la decisió es va posposar fins al desembre següent. Finalment, el febrer de 2013 la FIFA va anunciar que permetria que Kosovo disputés partits amistosos contra altres nacions, sempre que no es mostressin símbols nacionals.
El 13 de gener de 2014, l'equip nacional va rebre el permís de la FIFA de disputar partits amistosos contra altres seleccions membres de la federació internacional, amb la notable excepció d'aquells "equips representants de països de l'antiga Iugoslàvia". Fins i tot els clubs de futbol podien disputar partits amistosos després que se celebrés un Comitè d'Emergència de la FIFA. No obstant, també es va estipular que "clubs i equips representatius de la Federació de Futbol de Kosovo no podrien mostrar símbols nacionals (banderes, emblemes, etc.) o cantar himnes nacionals." Aquest permís va donar-se després d'un seguit de reunions entre l'Associació sèrbia i el president Blatter. El prime ministre Hashim Thaçi va donar la benvinguda a la decisió, expressant la seva esperança que el país pogués convertir-se en membre de ple dret de la FIFA i la UEFA en un futur proper. Finalment, després de decisió de la FIFA, es va anunciar que el primer partit amistós internacional oficial de Kosovo seria contra Haití, el 5 de març a Mitrovica. El 13 de maig d'aquell any, finalment, Kosovo va ser admès, juntament amb Gibraltar, com a membre de ple dret del màxim organisme futbolístic mundial, convertint-se en la federació 210 de la FIFA.
El març de 2015, Michel Platini, president de la UEFA, va declarar que, probablement, Kosovo seria acceptada com a membre de la UEFA el 2016. El setembre d'aquell mateix any, un comitè executiu de l'òrgan europeu, celebrat a Malta, va aprovar la petició de la federació kosovar d'entrar al màxim òrgan europeu, admissió que seria votada en el següent congrés ordinari, que s'havia de celebrar el 3 de maig de 2016. En aquell congrés, Kosovo va ser acceptada com a membre de la UEFA en una votació que va acabar amb 28 vots a favor i 24 en contra.

### Partits no oficials
Abans de ser reconeguda oficialment, Kosovo va disputar diversos partits internacionals amistosos. El primer de tots va ser contra Albània, el 14 de febrer de 1993, que va acabar amb victòria albanesa per 3-1. L'aliniació de l'equip kosovar va estar formada per Ahmet Beselica (Afrim Tovërlani), Fadil Berisha, Isa Sadriu (Nushi), Bardhyl Seferi, Gani Llapashtica, Selaudin Jerlini (Osmani), Kushtrim Munishi, Sadullah Ajeti (Ramiz Krasniqi), Muharrem Sahiti (Abdullah Rafuna), Genc Hoxha [capità] (Idrizi) i Ardian Kozniku.
Un dels partits més importants d'aquell període va ser la victòria per 1-0 contra l'Aràbia Saudita, disputat a Ankara, Turquia, el 15 de juny de 2007. La importància d'aquesta fita rau en el fet que fou la primera vegada en que Kosovo s'enfrontava a una selecció que havia disputat una Copa del Món. El gol de la victòria el va marcar Kristian Nushi en un llançament de penal el minut 84. D'altra banda, la major victòria es va produir el 24 d'abril de 2006, en un partit entre Kosovo i la selecció de Mònaco disputat a França, en el qual l'equip balcànic va imposar-se per 7-1. Aquella selecció kosovar estava entrenada per Muharrem Sahiti, que després del partit va dir: "Estic molt satisfet amb l'actuació de l'equip, fins i tot tenint en compte que esperàvem un rival més potent. No obstant, m'agradaria emfatitzar que els nostres jugadors han estat fantàstics. El fet que no juguem partits internacionals pot haver inspirat als jugadors a donar-ho tot en aquesta ocasió".
El 2005 van participar en la Copa del 50è aniversari de la KTFF a Xipre del nord, acabant en segona posició de tres equips. Van perdre 1-0 contra l'equip amfitrió, però van vèncer 4-1 contra.

### Inicis de la oficialitat
El 5 de març de 2014 Kosovo va disputar el seu primer partit oficial contra Haití. El partit va acabar amb empat a 0. Abans de l'enfrontament, una selecció de jugadors de Kosovo va fer-se una fotografia amb armes de foc, fet que va causar un gran enrenou a Sèrbia. La vigília del partit, diversos aficionats kosovars van cremar una bandera sèrbia. Aquest incident va fer que l'Associació de Futbol de Sèrbia demanés a la FIFA que revoqués el dret de Kosovo a disputar amistosos internacionals.
El 14 d'octubre de 2014, Kosovo va disputar un altre partit amistós, aquest cop contra l'equip suís del FC Wil 1900, a Wil, on va guanyar per 1-0 gràcies al gol marcat per Kushtrim Lushtaku al minut 77'. El 24 i el 27 de març de 2015 Kosovo va tornar a jugar partits amistosos no oficials, aquest cop contra els equips alemanys de l'Eintracht Frankfurt (0–0) i el Werder Bremen (derrota per 2–0).

## Entrenadors
- Ajet Shosholli (1993)
- Muharrem Sahiti (2005–2006)
- Edmond Rugova (2006)
- Kujtim Shala (2006–2008)
- Albert Bunjaki (2009–present)